# یوهانس لاکسونن
یوهانس لاکسونن (فنلاندی: Johannes Laaksonen؛ زادهٔ ۱۳ دسامبر ۱۹۹۰) بازیکن فوتبال اهل فنلاند است.
از باشگاه‌هایی که در آن بازی کرده‌است می‌توان به باشگاه فوتبال سینایوئن یالکاپالوکرهو اشاره کرد.
وی همچنین در تیم ملی فوتبال فنلاند بازی کرده‌است.